# Нидерланды на летних Олимпийских играх 1964
Нидерланды были представлены на летних Олимпийских играх 1964 года 125 спортсменами (105 мужчин, 20 женщин), выступившими в состязаниях по 12 видам спорта. Нидерландская сборная завоевала 10 медалей (2 золотых, 4 серебряных и 4 бронзовых), что вывело её на 15 место в неофициальном командном зачёте.

## Медалисты
| Медаль  | Спортсмен                                                                           | Вид спорта                  | Дисциплина                                   |
| ------- | ----------------------------------------------------------------------------------- | --------------------------- | -------------------------------------------- |
| Золото  | Антон Гесинк                                                                        | Дзюдо                       | Мужчины, открытая категория                  |
| Золото  | Барт Зут Ян Питерсе Эверт Долман Гербен Карстенс                                    | Велоспорт                   | Мужчины, командная раздельная гонка          |
| Серебро | Антониус Гёртс Паулюс Хукстра                                                       | Гребля на байдарках и каноэ | Мужчины, байдарки-двойки, 1000 м             |
| Серебро | Стевен Блайссе Эрнст Венеманс                                                       | Академическая гребля        | Мужчины, двойки                              |
| Серебро | Ада Кок                                                                             | Плавание                    | Женщины, 100 м баттерфляем                   |
| Серебро | Корри Винкел Клени Бимолт Ада Кок Эрика Терпстра                                    | Плавание                    | Женщины, эстафета 4 X 100 м смешанным стилем |
| Бронза  | Кор Схуринг Хенк Корнелиссе Герард Кул Яап Аудкерк                                  | Велоспорт                   | Мужчины, командная гонка преследования       |
| Бронза  | Ян Юст Бос Эрик Хартсёйкер Херман Рауве                                             | Академическая гребля        | Мужчины, двойки с рулевым                    |
| Бронза  | Ян ван де Грааф Бобби ван де Грааф Мариус Клюмпербек Лекс Мюллинк Фрек ван де Грааф | Академическая гребля        | Мужчины, четвёрки с рулевым                  |
| Бронза  | Винни ван Верденбюрг Эрика Терпстра Паулине ван дер Вилдт Тос Бёмер                 | Плавание                    | Женщины, эстафета 4 X 100 м свободным стилем |

## Результаты соревнований

### Академическая гребля
В следующий раунд из каждого заезда проходили несколько лучших экипажей (в зависимости от дисциплины). В финал A выходили 6 сильнейших экипажей, ещё 6 экипажей, выбывших в отборочном заезде, распределяли места в малом финале B.
Мужчины
| Соревнование | Спортсмены                    | Предварительный заезд | Предварительный заезд | Предварительный заезд | Отборочный заезд | Отборочный заезд | Отборочный заезд | Финал   | Финал   | Итоговое место |
| Соревнование | Спортсмены                    | Заезд                 | Время                 | Место                 | Заезд            | Время            | Место            | Время   | Место   | Итоговое место |
| ------------ | ----------------------------- | --------------------- | --------------------- | --------------------- | ---------------- | ---------------- | ---------------- | ------- | ------- | -------------- |
| одиночки     | Роберт Грун                   | 1                     | 7:48,74               | 3                     | 1                | 7:50,78          | 2 QB             | Финал B | Финал B | 7              |
| одиночки     | Роберт Грун                   | 1                     | 7:48,74               | 3                     | 1                | 7:50,78          | 2 QB             | 7:17,50 | 1       | 7              |
| двойки       | Стевен Блайссе Эрнст Венеманс | 1                     | 7:21,03               | 1 QA                  | не участвовали   | не участвовали   | не участвовали   | Финал A | Финал A | 2              |
| двойки       | Стевен Блайссе Эрнст Венеманс | 1                     | 7:21,03               | 1 QA                  | не участвовали   | не участвовали   | не участвовали   | 7:33,40 | 2       | 2              |